# Deutsche Tischtennis-Meisterschaft 1990
Die 58. nationale Deutsche Tischtennis-Meisterschaft fand vom 4. bis 6. Mai 1990 in Marburg in der Vier-Felder-Sporthalle im Georg-Gaßmann-Stadion statt.
Zum dritten Mal in Folge wurde Jörg Roßkopf Meister sowohl im Einzel als auch im Doppel mit Steffen Fetzner. Auch Nicole Struse siegte wie im Vorjahr im Einzel. Erstmals in der Siegerliste tauchte Jin-Sook Cords auf. Sie holte Gold im Doppel mit Cornelia Faltermaier und im Mixed mit Georg Böhm.
| Platz | Herreneinzel    | Dameneinzel     | Herrendoppel                       | Damendoppel                         | Mixed                          |
| ----- | --------------- | --------------- | ---------------------------------- | ----------------------------------- | ------------------------------ |
| 1     | Jörg Roßkopf    | Nicole Struse   | Jörg Roßkopf/Steffen Fetzner       | Jin-Sook Cords/Cornelia Faltermaier | Georg Böhm/Jin-Sook Cords      |
| 2     | Steffen Fetzner | Olga Nemes      | Ralf Wosik/Torben Wosik            | Andrea Lieder/Anke Schreiber        | Steffen Fetzner/Nicole Struse  |
| 3     | Georg Böhm      | Ilka Böhning    | Cornel Borsos/Hans-Joachim Nolten  | Ilka Böhning/Olga Nemes             | Matthias Höring/Ilka Böhning   |
| 3     | Adel Massaad    | Margit Freiberg | Hans-Jürgen Fischer/Thomas Roßkopf | Katja Nolten/Nicole Struse          | Peter Franz/Christiane Praedel |

In den Einzelwettbewerben wurden drei Gewinnsätze ausgespielt, in den Doppelwettbewerben dagegen nur zwei Gewinnsätze. 

## Wissenswertes
- Geehrt wurden Agnes Simon für die 24. Teilnahme und Wilfried Lieck für die 25. Teilnahme an einer DM.
- Im Einzel verlor Nicole Struse keinen einzigen Satz.
- Anke Schreiber erreichte zum zehnten Mal in Folge das Endspiel im Damendoppel.